# Parti socialiste destourien (1964-1988)
Pour les articles homonymes, voir PSD et Parti socialiste destourien.
Le Parti socialiste destourien (arabe : الحزب الاشتراكي الدستوري, PSD) est un parti politique tunisien qui existe de 1964 à 1988.
Il est le successeur du Néo-Destour qui est fondé par Habib Bourguiba le 2 mars 1934. Devenu président de la Tunisie indépendante, Bourguiba le rebaptise en 1964 pour mettre en exergue ses nouvelles orientations socialistes. Renversé le 7 novembre 1987, son successeur, Zine el-Abidine Ben Ali, le transforme le 27 février 1988 en Rassemblement constitutionnel démocratique.

## Histoire

### 1964-1981: Parti unique de la Tunisie
Le PSD naît alors que le Néo-Destour est devenu un parti unique depuis l'interdiction du Parti communiste tunisien le 6 janvier 1963, par décision administrative devenue judiciaire le 23. Cette interdiction intervient dans la foulée de la découverte du complot de décembre 1962 visant à assassiner le président Bourguiba.
Le PSD est destiné à être le levier exécutif de l'État et à la fois l'initiateur et le contrôleur de son action. Le brassage entre fonctions étatiques et responsabilités partisanes arrive alors à son extrême. Le secrétaire général du PSD n'est autre que le Premier ministre. Le directeur du PSD, véritable gestionnaire des affaires quotidiennes du parti, se voit octroyer automatiquement un poste au gouvernement en tant que ministre délégué auprès du Premier ministre, afin qu'il puisse assister les différentes réunions gouvernementales. Les membres du gouvernement sont automatiquement membres du comité central du PSD, de même pour les gouverneurs qui sont par ailleurs présidents des comités de coordination du PSD dans leurs régions respectives.
Le 28 novembre 1966, une loi institue le Conseil de la République, un conseil composé des membres du bureau politique du PSD et des membres du gouvernement. Il est chargé d'examiner les affaires dont il est saisi par le président de la République et du PSD ; il est notamment chargé de se réunir pour désigner un nouveau président du parti qui sera candidat à des élections anticipées en cas d'empêchement du président de la République en fonction.
Même au bas de l'échelle de l'organisation étatique, une loi prévoit que les chefs des secteurs (subdivisions des délégations) doivent être choisis parmi les membres des cellules du PSD.
Le PSD garde son statut jusqu'en 1981, lorsque Bourguiba, dans son discours inaugural du XIe congrès du parti, annonce qu'il ne s'oppose pas au multipartisme. Ainsi, le Parti communiste tunisien n'est plus interdit et le Mouvement des démocrates socialistes ainsi que le Mouvement de l'unité populaire sont autorisés et participent aux élections législatives anticipées de 1981.

### 1981-1988: Parti de la majorité absolue
Les années qui suivent le début du multipartisme légal en Tunisie ne voient pas de changement dans le paysage politique du pays : le PSD reprend le système de « front national » lors des élections législatives de 1981 et 1986 (les listes se présentent en 1986 sous la dénomination d'« Unité nationale ») auquel il a eu recours seulement en 1955 et 1959. Les listes comprennent des représentants du PSD, de l'UGTT, de l'UTICA, de l'UNAT et de l'UNFT. Gardant toujours la totalité des sièges de la Chambre des députés, le parti garde sa mainmise sur la vie politique.

### 1987: Leadership de Ben Ali
Le 7 novembre 1987, la présidence de la République est assumée par le Premier ministre Zine el-Abidine Ben Ali, qui est par ailleurs secrétaire général du PSD. Le même jour, un communiqué de la direction du PSD annonce que Ben Ali est, selon le règlement intérieur, le nouveau président du parti. L'organigramme ne change pas et le nouveau Premier ministre Hédi Baccouche est promu lui aussi secrétaire général du PSD, la direction demeurant assumée par Hamed Karoui, qui siège encore au gouvernement.
Une large consultation interne est lancée au niveau de toutes les structures du parti, afin de changer son discours et fixer ses nouvelles orientations. Parallèlement, on procède au renouvellement des structures, par voie de désignation des nouveaux membres.
Le comité central, issu du XIIe congrès tenu en 1986 et réuni à la maison du parti les 27 et 28 février 1988, décide de changer la dénomination du parti.

## Congrès

### VIIe(1964): Congrès du Destin
Le congrès, qui se tient du 19 au 22 octobre 1964 à Bizerte afin de célébrer l'évacuation des troupes françaises de cette ville, entérine la transformation du Néo-Destour en PSD, affirmant le « socialisme destourien » comme doctrine officielle, ce qui va de pair avec le virage de l'économie de la Tunisie vers le système coopératif prôné et piloté par le ministre de l'économie et de la planification et secrétaire général adjoint du parti Ahmed Ben Salah. Les motions du congrès sont largement inspirées par les décisions du conseil national du PSD tenu du 2 au 4 mars 1963. La charte du congrès concrétise la logique du parti unique appliquée depuis l'année précédente en faisant des membres du gouvernement et des gouverneurs des membres de droit du comité central du parti, dénommée aussi bureau politique élargi, organe créé à l'occasion et inspiré de la structure des partis communistes. Le gouverneur est au même titre responsable régional du parti en tant que président du comité de coordination du parti dans son gouvernorat. Il y veille à appliquer les directives économiques qui émanent du congrès.

### VIIIe(1971): Congrès du Décollage
Le 19 juin 1971, Bourguiba rentre à Tunis après six mois de soins à l'étranger. Son arrivée fait espérer un moment que les contradictions au sein du pouvoir vont s'apaiser mais l'affrontement consécutif aux incertitudes sur sa santé reprend de plus belle. C'est pourquoi, sur l'insistance du ministre de l'intérieur Ahmed Mestiri, le président se résout, le 24 juillet, à annoncer la tenue en octobre d'un congrès à Monastir tout en avertissant : « Tout dernièrement, ces calculs ont pris un tour exacerbé au sujet de ma succession. Le moins qu'on puisse dire, c'est qu'ils sont bien prématurés ». Comme pour prolonger l'avertissement, Mestiri est piégé par la nomination, le 7 septembre, de gouverneurs sans son aval. Il démissionne alors du gouvernement. C'est donc dans un climat tendu que le congrès s'ouvre le 11 octobre.
Dès la première séance, Bourguiba, visiblement épuisé, donne l'impression d'un homme sur le départ. Le secrétaire général et Premier ministre Hédi Nouira se lance dans un discours de vulgarisation économique. Mais, dans le même temps, les accusations fusent de chaque camp, tandis qu'on s'apostrophe mutuellement sur les milices, les trahisons ou les intrigues, et personne n'ose apporter la réplique à ces accusations. Seuls, deux fidèles du président montent à la tribune pour le défendre mais ils sont chahutés et doivent interrompre leurs interventions malgré les efforts du président du congrès Ferjani Bel Haj Ammar. En revanche, l'arrivée de Bahi Ladgham, alors en disgrâce, est saluée par une ovation de l'assistance».
Le dernier jour du congrès, le 15 octobre, Nouira et Abdallah Farhat se rendent au palais présidentiel de Skanès pour prier Bourguiba de venir clore le congrès. Ce dernier arrive donc au congrès et, pensant calmer le jeu, désigne trois dauphins successifs : « C'est avec confiance que j'entrevois le jour où, mon passage dans ce monde arrivant à son terme, Nouira me succédera tout comme plus tard Mestiri et Masmoudi ». Puis, il appelle les congressistes à la concorde. Or, rejetant la thèse bourguibiste d'une succession automatique du Premier ministre au président, les contestataires font voter une résolution (reprenant les dispositions de la constitution de 1959) prévoyant qu'en cas de vacance, l'intérim serait assuré par le président de l'Assemblée nationale. Dans le même temps, une deuxième résolution prévoit que le bureau politique du PSD ne soit plus désigné mais élu durant le congrès par le comité central. Aussitôt, ils dressent la liste des 58 membres du comité central et la font valider. En tête de liste vient Ladgham suivi par Mestiri et Sadok Mokaddem. Dans la foulée, Hassib Ben Ammar propose que ce nouveau comité central élise immédiatement le bureau politique. Cette instance pourrait donc, de par sa légitimité, dicter sa politique au président. Dans un ultime sursaut, Nouira demande que l'élection du bureau politique se fasse devant le président. Ne pouvant défier Bourguiba, la majorité du comité central l'accepte.
Mestiri confie le 19 au Monde et au Figaro que « le congrès n'a pu achever normalement ses travaux ». En effet, ne réunissant le comité central que le 20, Bourguiba contre-attaque et rejette la liste qui lui est proposée. Le lendemain, il suspend Mestiri et ses compagnons du PSD et déclare clos les travaux du comité central en ajoutant : « Il est non moins évident que, tant que je serai de ce monde, je serai maintenu à la tête de l'État ». Le 22, il fait élire 14 des 20 membres de sa propre liste. Une fois de plus, il l'a donc emporté mais, pour la première fois dans un congrès du parti, il est ouvertement contesté tandis que ses collaborateurs s'abstiennent de le défendre.

### IXe(1974): Congrès de la Clarté
Le congrès se tient du 12 au 15 septembre 1974 à Monastir. Les congressistes proclament Bourguiba président à vie du PSD et recommandent à la Chambre des députés de réformer la constitution en vue de lui attribuer la présidence de la République à vie.

### Xe(1979): Congrès du Progrès et de la Fidélité
Il faut attendre près de vingt mois après les événements du 26 janvier 1978 (émeutes du « Jeudi noir ») pour que se tienne à Tunis, le 5 septembre 1979, le congrès du parti préparé par Hédi Baccouche. Fidèle à sa stratégie permanente visant à ne pas rouvrir les blessures, Bourguiba donne pour consigne de tourner la page. Dans son discours d'ouverture, invoquant l'intérêt national, il appelle « tous les Tunisiens, quelles que soient les divergences d'opinion et d'orientation, à soutenir l'édifice étatique, instrument de la renaissance nationale, de la sécurité et de la stabilité ».
Dans ce climat d'unité apparente, le congrès se déroule dans l'ambiguïté car le fossé s'est encore élargi entre le président et les faucons rejetant le multipartisme au nom de l'unité nationale. Dans ce climat, le congrès vote une résolution d'exclusion du PSD à l'encontre de Habib Achour, secrétaire général de l'UGTT et de plusieurs ministres récemment démissionnaires. Les faucons tentent ensuite d'imposer Nouira en le faisant élire secrétaire général. Après intervention de Bourguiba, ces décisions ne sont pas publiées et ne sont annoncées qu'une seule fois à la radio nationale. Il n'est plus question d'exclusions et le secrétaire général sera choisi après le congrès par Bourguiba lui-même.
Dès la fin du congrès, le président reçoit Nouira et sanctionne les organisateurs du congrès dont Baccouche qui est relégué comme consul à Lyon. Farhat est limogé du gouvernement et du bureau politique.

### XIe(1981): Congrès (extraordinaire) de l'Ouverture
Ce congrès extraordinaire se tient du 8 au 10 avril 1981 à Tunis. Il vise à conforter la position de Mohamed Mzali, récemment devenu Premier ministre, comme secrétaire général du parti. Le président Bourguiba affirme dans son discours inaugural son attachement aux principes du « socialisme destourien » qui est la doctrine officielle du parti. Il souligne que des progrès ont été réalisés mais que le parti reste le garant pour la prospérité de la nation même s'il affirme à l'occasion qu'il accepte l'idée de la démocratie.

### XIIe(1986): Congrès de la Résistance
Le congrès, qui se tient le 19 juin 1986 à Tunis, est organisé par le directeur du parti Hédi Baccouche qui est soutenu par le ministre de l'Intérieur Zine el-Abidine Ben Ali, resté à l'écart de la guerre de succession de Bourguiba. Il contribue à l'isolement de Mohamed Mzali, déjà affaibli par les « émeutes du pain » survenues début janvier 1984 et par la confrontation avec l'Union générale tunisienne du travail.
À la fin du congrès, Bourguiba désigne un comité central composé de 90 membres dont plus que 60 sont proposés par Baccouche, qui écarte les partisans de Mzali du comité central puis des comités de coordination. Mzali, ainsi isolé, est écarté quelques semaines plus tard du poste de Premier ministre et remplacé par Rachid Sfar avec la désignation de deux ministres au niveau de ministres d'État : Ben Ali à l'Intérieur et Mohamed Sayah à l'Éducation nationale. Rapidement, Ben Ali est choisi comme Premier ministre et successeur constitutionnel.

## Dirigeants

### Présidents
- octobre 1964-7 novembre 1987 : Habib Bourguiba
- 7 novembre 1987-27 février 1988 : Zine el-Abidine Ben Ali

### Secrétaires généraux
| - octobre 1964-2 novembre 1970 : Bahi Ladgham - 2 novembre 1970-23 avril 1980 : Hédi Nouira - 23 avril 1980-8 juillet 1986 : Mohamed Mzali | - 8 juillet 1986-2 octobre 1987 : Rachid Sfar - 2 octobre 1987-7 novembre 1987 : Zine el-Abidine Ben Ali - 7 novembre 1987-27 février 1988 : Hédi Baccouche |

### Directeurs
| - 19 octobre 1964-11 novembre 1964 : Abdelmajid Chaker - 11 novembre 1964-27 septembre 1969 : Mohamed Sayah - 27 septembre 1969-23 juin 1970 : Hassib Ben Ammar - 23 juin 1970-8 novembre 1970 : Sadok Mokaddem - 8 novembre 1970-26 octobre 1971 : Mohamed Ben Amara - 26 octobre 1971-31 octobre 1972 : Mustapha Filali - 31 octobre 1972-5 juin 1973 : Ferjani Bel Haj Ammar | - 5 juin 1973-25 avril 1980 : Mohamed Sayah - 25 avril 1980-13 mars 1984 : Mongi Kooli - 13 mars 1984-14 avril 1987 : Hédi Baccouche - 14 avril 1987-29 septembre 1987 : Abdelaziz Ben Dhia - 29 septembre 1987-1er octobre 1987 : Abdelmalek Laârif - 1er octobre 1987-17 octobre 1987 : Mahjoub Ben Ali - 17 octobre 1987-27 février 1988 : Hamed Karoui |

## Résultats électoraux

### Élection présidentielle
| Année | Candidat        | Voix      | %     | Résultat |
| ----- | --------------- | --------- | ----- | -------- |
| 1964  | Habib Bourguiba | 1 255 153 | 100 % | Élu      |
| 1969  | Habib Bourguiba | 1 363 939 | 100 % | Élu      |
| 1974  | Habib Bourguiba | 2 087 028 | 100 % | Élu      |

### Élections législatives
| Année | Voix      | %       | Rang | Sièges    | Gouvernements                                                          |
| ----- | --------- | ------- | ---- | --------- | ---------------------------------------------------------------------- |
| 1964  | 1 255 153 | 100 %   | 1er  | 101 / 101 | Bourguiba II                                                           |
| 1969  | 1 363 939 | 100 %   | 1er  | 101 / 101 | Ladgham (1969-1970), Nouira (1970-1974)                                |
| 1974  | 1 570 954 | 100 %   | 1er  | 112 / 112 | Nouira                                                                 |
| 1979  | 1 560 753 | 100 %   | 1er  | 121 / 121 | Nouira (1979-1980), Mzali (1980-1981)                                  |
| 1981  | 1 828 363 | 94,20 % | 1er  | 136 / 136 | Mzali                                                                  |
| 1986  | 2 165 057 | 99,54 % | 1er  | 136 / 136 | Sfar (1986-1987), Ben Ali (1987), Baccouche I (1987-1988) et II (1988) |